# Breda Mod. 5C
A Breda 5C foi uma metralhadora média italiana, a qual foi aprovada pelo Exército Real italiano e usado na Segunda Ítalo-Etíope Guerra e II Guerra Mundial.

## História
Breda 5C, em conjunto com a Fiat, Mod. 26, foi projetado pela Sociedade Ernesto Breda Costruzioni Meccaniche para substituir o  SIA Mod. 1918. Apesar dos resultados insatisfatórios de ambas as armas durante os testes, foram aprovadas pela Regio Esercito italiano para abordar a falta crítica de armas automáticas. Atribuído para as tropas de Trípoli, uma dúzia de unidade foram utilizados por meharistas durante a II Guerra Mundial. Ele também armavam os carros blindados Fiat 611.

## Outras Versões

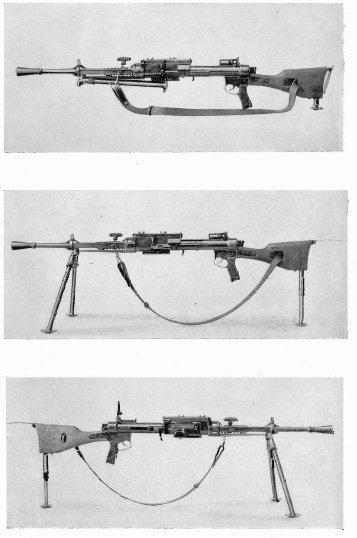
Metralhadora leve Breda Mod.5G

### Breda 5G
Esta versão é, essencialmente, a mesma arma, com a mesma operação, mas adaptado ao tamanho de metralhadora leve. O tripé é eliminado e substituído por um bipé anexado para o barril titular de manga.